# Província de Tinghir
La província de Tinghir (en àrab إقليم تنغير, iqlīm Tinḡīr; en amazic ⵜⴰⵎⵏⴰⵜⵜ ⵏ ⵜⵉⵏⵉⵖⵉⵔ) és una de les províncies del Marroc, fins 2015 part de la regió de Souss-Massa-Draâ i actualment de la de Drâa-Tafilalet. Té una superfície de 13.007 km² i 322.412 habitants censats en 2014. La capital és Tinghir. Limita al nord-est amb la província de Midelt, a l'est amn la província d'Errachidia, al sud smb la província de Zagora, a l'oest amb la província de Ouarzazate i al nord-oest amb la província d'Azilal a la regió de Béni Mellal-Khénifra.

## Divisió administrativa
La província de Tinghir consta de 3 municipis i 18 comunes:
| Nucli de població           | Població | Població |
| Nucli de població           | 1994     | 2004     |
| --------------------------- | -------- | -------- |
| Tinghir (M)                 | 30.471   | 36.391   |
| Kalaat M'Gouna (M)          | 10.524   | 14.190   |
| Boumalne Dadès (M)          | 9.908    | 11.179   |
| Alnif                       | 19.023   | 20.175   |
| Ighil N'Oumgoun             | 17.707   | 19.182   |
| Souk Lakhmis Dadès          | 15.719   | 16.387   |
| Ait Sedrate Sahl El Gharbia | 12.211   | 14.864   |
| Taghzoute N'Ait Atta        | 11.695   | 13.636   |
| Ait Youl                    | 3.972    | 4.466    |